# Westhafen (metrostation)
Westhafen is een metrostation in de Duitse hoofdstad Berlijn dat in 1961 werd geopend bij het gelijknamige S-Bahnstation.
Het metrostation Westhafen, voorheen Putlitzstraße, ligt iets ten noorden van de S-Bahnring en ten westen van de Putlitzbrücke, in een hoofdzakelijk industrieel gebied. Het station heeft een eilandperron met uitgangen aan beide uiteinden; de noordelijke uitgang leidt naar de Westhafenstraße, de zuidelijke geeft toegang tot het S-Bahnstation en is tevens voorzien van een lift. Zijn huidige naam kreeg station Westhafen in mei 1992.
De bouw van lijn G, de huidige U9, was een direct gevolg van de deling van de Berlijn na de Tweede Wereldoorlog. De historische binnenstad was in Oost-Berlijn komen te ligen en in het westen van de stad ontstond een nieuw centrum rond Bahnhof Zoo en de Kurfürstendamm. Om het nieuwe centrum met de dichtbevolkte buitenwijken te verbinden besloot men een nieuwe noord-zuidlijn te bouwen die de oude binnenstad ontweek. Deze lijn zou tevens de tot het West-Berlijnse net behorende, maar deels over Oost-Berlijns grondgebied verlopende U6 en U8 versterken. Eind augustus 1961, slechts twee weken nadat de Muur de stad fysiek spleet, kwam het eerste deel van lijn G in gebruik. Putlitzstraße was een van de negen eerste stations van deze lijn. Ondanks de nabijheid van het gelijknamige S-Bahnstation moesten overstappende reizigers aanvankelijk een flinke omweg via de straat maken. Pas in 1975 werd een voetgangerstunnel tussen metro en S-Bahn aangelegd.
Zoals alle Berlijnse metrostations uit deze periode werd station Westhafen ontworpen door Bruno Grimmek. Typerend voor Grimmeks stijl zijn met name de zeshoekige zuilen op het perron. In tegenstelling tot de andere stations op het oudste deel van de U9, ontworpen door dezelfde architect, heeft het station geen geknikt, maar een vlak dak. Oorspronkelijk waren de wanden bekleed met beige tegels, terwijl de zuilen in een lichtgroene kleur waren uitgevoerd.

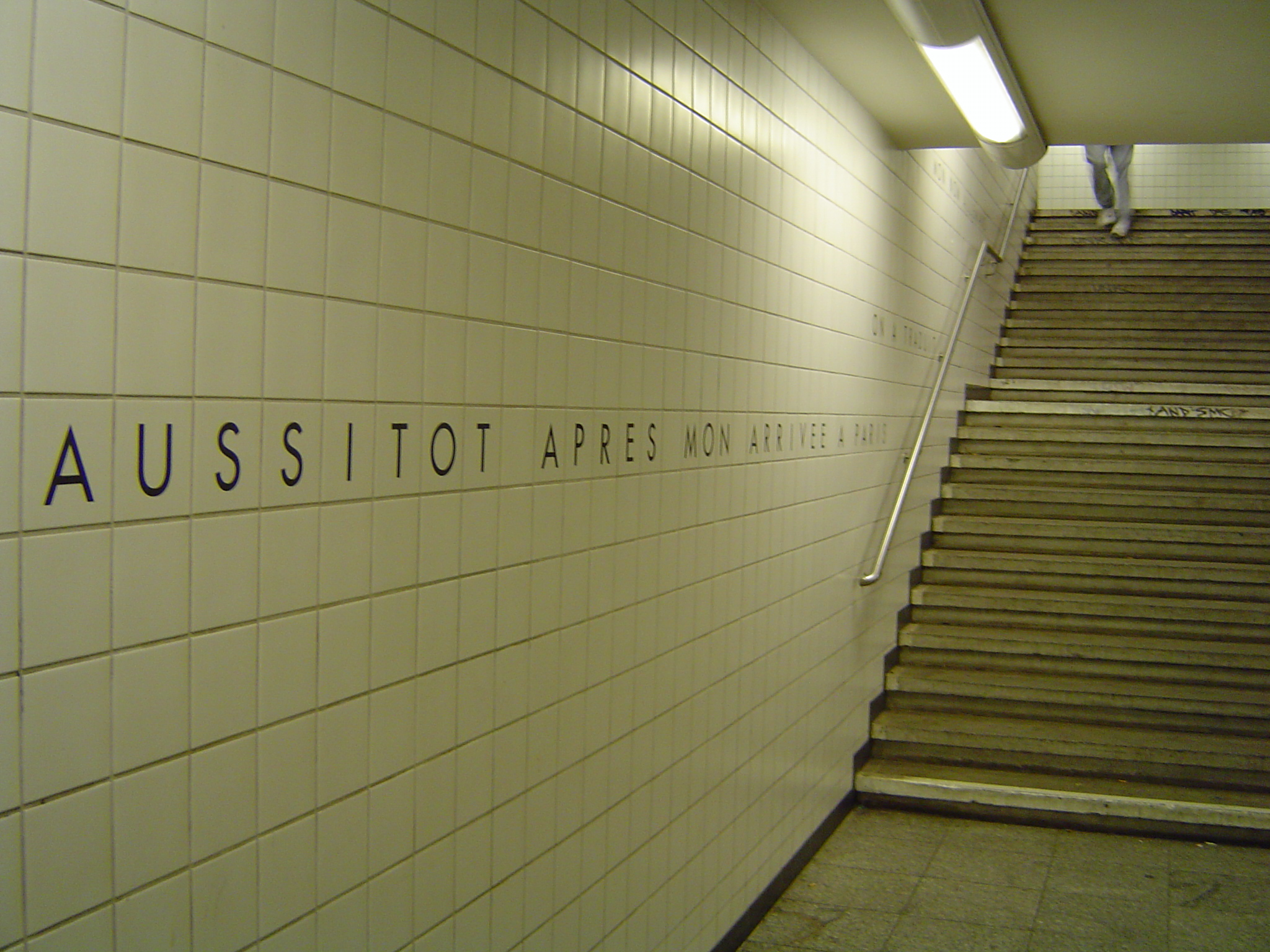
Detail van een van de wanden met een citaat (in het Frans) van Heinrich Heine

Tijdens een renovatie in 2000 werd het uiterlijk van het station echter volledig veranderd. Station Westhafen werd naar een ontwerp van Françoise Schein en Barbara Reiter in samenwerking met de Europese mensenrechtenorganisatie Inscrire ingericht als station van de mensenrechten. De wanden worden sindsdien gesierd door diverse citaten uit de Universele Verklaring van de Rechten van de Mens en van de Duitse dichter Heinrich Heine. De letters van de citaten nemen steeds een hele tegel in beslag en vormen zowel rechthoekige als diagonale blokken, waardoor de werken niet alleen tekstueel, maar ook grafisch van aard zijn. De zuilen werden bekleed met citroengele tegels, waarop leestekens te herkennen zijn.

Gelijkaardige projecten werden eerder gerealiseerd in de metro van Brussel (station Sint-Gillis Voorplein), Parijs (station Concorde), Lissabon en Stockholm. In Berlijn koos men voor station Westhafen vanwege de deportatietreinen die er tijdens de Tweede Wereldoorlog vertrokken.